# Straszny film 5
Straszny film 5 (ang. Scary Movie 5) – amerykańska komedia z 2013 roku w reżyserii Malcolma D. Lee, będąca parodią znanych hollywoodzkich przebojów. Był to samodzielny sequel, niepowiązany fabularnie z wcześniejszymi filmami serii, a także pierwszy, w którym nie pojawia się postać Cindy Campbell (Anna Faris) i Brendy Meeks (Regina Hall). Jego światowa premiera odbyła się 12 kwietnia 2013 roku

## Fabuła
Podczas nagrywania wspólnych igraszek Charlie Sheen i Lindsay Lohan doświadczają paranormalnych zjawisk, w wyniku których Charlie miotany jest po całym pokoju przez tajemniczą siłę. Przerażona Lindsey chce wrócić do domu, ale po chwili sama zostaje opanowana przez ducha, który rzuca Charliem w kamerę i go zabija. Lindsey zostaje oskarżona o morderstwo i aresztowana; znika też trójka dzieci Charliego, za których odnalezienie zostaje wyznaczona nagroda.
Kilka miesięcy później, Snoop Dogg i Mac Miller poszukują w lesie nielegalnej plantacji konopi indyjskich. Po kradzieży jednego z krzewów ukrywają się w domu w głębi lasu, gdzie spotykają trójkę dziwnych stworzeń. Okazuje się, że są to dzieci Charliego, które ze względu na swój stan, zostają umieszczone w odizolowanym ośrodku badawczym. Po kilku miesiącach, brat Charliego, Dan Sanders i jego żona Jody postanawiają je przygarnąć. Muszą jednak zamieszkać w domu z zamontowanymi kamerami bezpieczeństwa. Początkowo niechętna temu pomysłowi Jody, w końcu przyjmuje warunki adopcji.
Wkrótce w ich domu zaczyna dochodzić do dziwnych zjawisk. Okazuje się, że jest za nie odpowiedzialna matka dzieci, na której ciąży klątwa. Ich pokojówka, Maria za pomocą różnych rytuałów usiłuje pozbyć się złego ducha z domu. Tymczasem Dan jest sfrustrowany skromnymi postępami swoich badań nad inteligencją naczelnych, jednak jak na ironię sam nie jest wystarczająco bystry, by zauważyć, że jeden z szympansów, Cezar jest mądrzejszy od niego.
Żeby uratować swoją rodzinę Jody i Dan,  postanawiają skorzystać z pomocy Kendry, przyjaciółki Jody. Spotykają też oszusta Blaine’a Fulda i Dom Kolba, który pomaga im zrozumieć, że rozwiązanie ich problemów leży w tajemniczej Księdze umarłych. Po serii komicznych wpadek ostatecznie udaje im się pokonać złego ducha.
W epilogu Charlie budzi się ze snu, którym był cały film. Obok niego siedzi Dom Kolb i informuje go, że będzie spał z Lindsay Lohan. W tym samym momencie do pokoju wjeżdża samochód, który zabija Charliego. Okazuje się, że kierowcą jest Lindsey, która rzuca kluczyki w stronę Kolba obwiniając go za wypadek.

## Obsada
- Ashley Tisdale – Jody Sanders
- Simon Rex – Dan Sanders
- Erica Ash – Kendra Brooks
- Lidia Porto – Maria
- Gracie Whitton – Kathy
- Ava Kolker – Lily
- Katt Williams – Blaine Fulda
- Ben Cornish – Dom Kolb
- Molly Shannon – Heather Darcy
- J.P. Manoux – Pierre
- Terry Crews – Martin
- Darrell Hammond – Doktor Hall
- Snoop Dogg – Marcus
- Mac Miller – DeAndre
- Charlie Sheen – Charlie / On sam
- Lindsay Lohan – Lindsay / Ona sama
- Christopher 'Critter' Antonucci – Caesar
- Sarah Hyland – Mia
- Katrina Bowden – Natalie
- Tyler Posey – David
- Bow Wow – Eric
- Jerry O’Connell – Christian Grey
- Mike Tyson – On sam
- Usher – Woźny Ira

## Parodie
- Paranormal Activity – główna parodia, kamery bezpieczeństwa w domu Dana i Jody rejestrujące paranormalne zjawiska.
- Czarny łabędź – Jody i Kendra jako baletnice.
- Mama (film 2013) –  trójka adoptowanych dzieci Dana i Jody, które są nawiedzane przez złego ducha zwanego Mama.
- Geneza planety małp – praca Dana jako badacza małp i Cezar będący narratorem.
- Sinister (film) – śpiew dziecka schowanego w kartonie.
- Pięćdziesiąt twarzy Greya – Grey i jego niewolnice.
- Incepcja – Dom Kolb
- Martwe zło (2013) – księga umarłych ukryta  w lesie
- Dom w głębi lasu – Snoop Dog i Mac Miller znajdują w lesie odizolowaną leśniczówkę.
- Igrzyska śmierci
- Służące

## Produkcja
Zdjęcia rozpoczęły się 4 września 2012 r. i były kręcone głównie w okolicach Atlanty. Dodatkowe sceny zrealizowano w Sunset Gower Studios w Los Angeles, pomiędzy styczniem a lutym 2013 r.. Ponieważ Anna Faris z powodu ciąży nie mogła wystąpić w filmie, w czerwcu 2012 r. ogłoszono, że zastąpi ją Ashley Tisdale. W sierpniu 2012 r. do obsady dołączyła jeszcze Lindsey Lohan i Charlie Sheen, który obok Simona Rexa, Darrell Hammond i Molly Shannon wystąpił w poprzednich częściach. Reżyserią zajął się Malcolm D. Lee, a scenariuszem współautor poprzednich odsłon, David Zucker